# 劳顿 (俄克拉何马州)
劳顿（英語：Lawton）是位于美国俄克拉何马州科曼奇县的一座城市，也是该县的县治所在。根据美国人口调查局2000年统计，共有人口92,757人，其中白人占61.34%、非裔美国人占23.06％、美国原住民占3.81%、亚裔美国人占2.46%。